# Renato Lombardi
Renato Lombardi (Napoli, 11 giugno 1906 – Grignasco, 31 luglio 1982) è stato un imprenditore italiano.

## Biografia
Nacque in una famiglia numerosa, composta da otto figli, dal padre Luigi Lombardi, ingegnere e accademico presso l'Università degli Studi di Napoli Federico II, senatore del Regno e da Emma Vallauri (fondatrice dell'Unione donne dell'Azione cattolica). Era fratello di Gabrio, Riccardo e Pia Lombardi.
Industriale nel settore laniero fu presidente e consigliere delegato del Lanificio Bozzalla Lesna e vicepresidente della SAMIT. Ricoprì il ruolo di presidente di Confindustria per un mandato dal 1970 al 1974.